# Полёт (сериал)
«Полёт» — российский телесериал в жанре психологического триллера, придуманный и снятый режиссёром Петром Тодоровским-младшим.
Главные роли в нём сыграли
Оксана Акиньшина,
Михаил Ефремов,
Евгения Добровольская,
Никита Ефремов,
Юлия Хлынина,
Павел Табаков.
Мировая премьера сериала состоялась 27 сентября 2020 года на международном фестивале сериалов Serial Killer в Брно, где он получил главный приз. На телеэкраны «Полёт» вышел 25 января 2021 года.

## Сюжет
Шесть сотрудников юридического отдела московской строительной компании «БИГ» должны были отправиться в рабочую командировку в Пермь, но перепутали аэропорт вылета. Вскоре они узнают, что их самолёт разбился. Чудом оставшись в живых, каждый из героев начинает меняться на глазах. Перемены настораживают родственников и знакомых, заставляя задуматься над тем, что скрывают эти люди. Между тем главные герои замышляют криминальную махинацию, в итоге которой происходит убийство. В течение первых шести серий каждый из персонажей рассказывает свою историю на диктофон, и постепенно складывается единый нарратив.

## Актёры и персонажи
В главных ролях
| Актёр                 | Роль                                                           |
| --------------------- | -------------------------------------------------------------- |
| Оксана Акиньшина      | Ира Ковалёва 31 год                                            |
| Михаил Ефремов        | Игорь Александрович Жабенко 55 лет                             |
| Евгения Добровольская | Катя (Екатерина Владимировна Морозова)                         |
| Никита Ефремов        | Дмитрий Юрьевич Бессонов 29 лет, начальник юридических отделов |
| Юлия Хлынина          | Котёнок (Таня)                                                 |
| Павел Табаков         | Илюша (Илья) Краевский                                         |

В ролях
| Актёр                 | Роль                                                                                  |
| --------------------- | ------------------------------------------------------------------------------------- |
| Алексей Макаров       | Киря муж Иры                                                                          |
| Елизавета Медведева   | Ксюша дочь Иры и Кири                                                                 |
| Светлана Камынина     | Ольга бывшая жена Жабенко, судья                                                      |
| Олег Васильков        | Руслан сотрудник ФСБ                                                                  |
| Наталия Солдатова     | Светлана Родионова вдова Владимира, мама Дани и Полины                                |
| Глеб Калюжный         | Даня сын Владимира                                                                    |
| Тимофей Трибунцев     | Краевский отец Ильи, писатель                                                         |
| Александра Урсуляк    | Женя жена Ильи                                                                        |
| Александр Робак       | Андрей Иванович отец Насти и Глеба, генеральный директор строительной компании «БИГ»  |
| Виктория Толстоганова | Елизавета Владимировна мать Дмитрия Юрьевича, преподаватель на философском факультете |
| Артур Сопельник       | Глеб сын Андрея Ивановича, друг Дмитрия Юрьевича                                      |
| Ангелина Стречина     | Настя дочь Андрея Ивановича, девушка Дмитрия Юрьевича                                 |
| Андрей Арзяев         | Юрий Митюхин отец Дмитрия Юрьевича                                                    |
| Ксения Громова        | Елена мать Котёнка                                                                    |
| Маргарита Шилова      | бабушка Котёнка                                                                       |
| Данил Стеклов         | Саша погибший брат Котёнка                                                            |
| Александр Горбатов    | Роман жених Котёнка                                                                   |
| Сергей Чонишвили      | Леонид бывший муж Кати                                                                |
| Екатерина Шумакова    | Кристина старшая приёмная дочь Кати и Леонида, сестра Гоши и Лизы                     |
| Василиса Измайлова    | Лиза средняя приёмная дочь Кати и Леонида, сестра Гоши и Кристины                     |
| Адам Нехай            | Гоша приёмный сын Кати и Леонида, брат Лизы и Кристины                                |
| Илья Лукашенко        | Володя муж Лизы, зять Кати                                                            |
| Полина Айнутдинова    | дочь Лизы и Володи, внучка Кати                                                       |

## Создание и релиз
Впервые о работе Петра Тодоровского-младшего над сериалом «Полёт» стало известно в ноябре 2018 года: о проекте рассказал его продюсер Валерий Федорович. В том же году прошли съёмки пилотной серии, а основной съёмочный процесс длился с апреля по декабрь 2019 года. Премьерный показ сериала в России начался 25 января 2021 года на телеканале ТНТ (версия 16+) и на видеосервисе Premier (версия 18+). На международных кинорынках, фестивалях и конференциях сериал представляют под названием Six Empty Seats («Шесть пустых мест»).
Снятый в 2019 году эпизод из второй серии, в котором герой Михаила Ефремова садится за руль автомобиля в нетрезвом виде, случайным образом частично предсказал реальные события, которые произошли с актёром 8 июня 2020 года.

## Оценки
В сентябре 2020 года сериал получил главный приз (The Best TV Series) основной конкурсной программы международного фестиваля сериалов Serial Killer в чешском Брно.
Обозреватель «Фильм.ру» констатирует, что «Полёт» — «первая и весьма эффектная большая режиссёрская работа» Петра Тодоровского, и тот, «как свойственно дебютантам, постарался запутать всех, насколько возможно»: события сериала показаны с разных точек зрения, возникает много вопросов, ответы на которые выдаются «потихоньку, дозированно». «За ширмой суровой психологической драмы прячется страшный детектив, — пишет рецензент. — Или, наоборот, за триллером скрывается человеческая история не о невозможности жить после какой-то катастрофы, а просто о том, что жизнь — это череда травм и последствий».
Для рецензента «Газеты.ру» «Полёт» — «сериал, который очень хочет сойти за иностранный, но не может»: критик признался, что не верит происходящему на экране, а все герои — омерзительные люди, которым не хочется сочувствовать. Обозреватель «Афиши.ру» увидел в «Полёте» «полифоническую достоевщину с закрученным сюжетом», но признал, что сюжет «недостаточно убедителен». По его мнению, «сериал Тодоровского ближе всего к послевоенному американскому нуару — не тенями и не образами роковых женщин, а криминальным сюжетом и ретрансляцией депрессивного коллективного сознания среднего жителя страны, привыкшего к бесправию и социальной незащищенности».
Рецензент «Комсомольской правды» отметил, что Тодоровский-младший в «Полёте» «заявил о себе как актуальный режиссер с нетривиальным взглядом на мир».